# Predlitz-Turrach

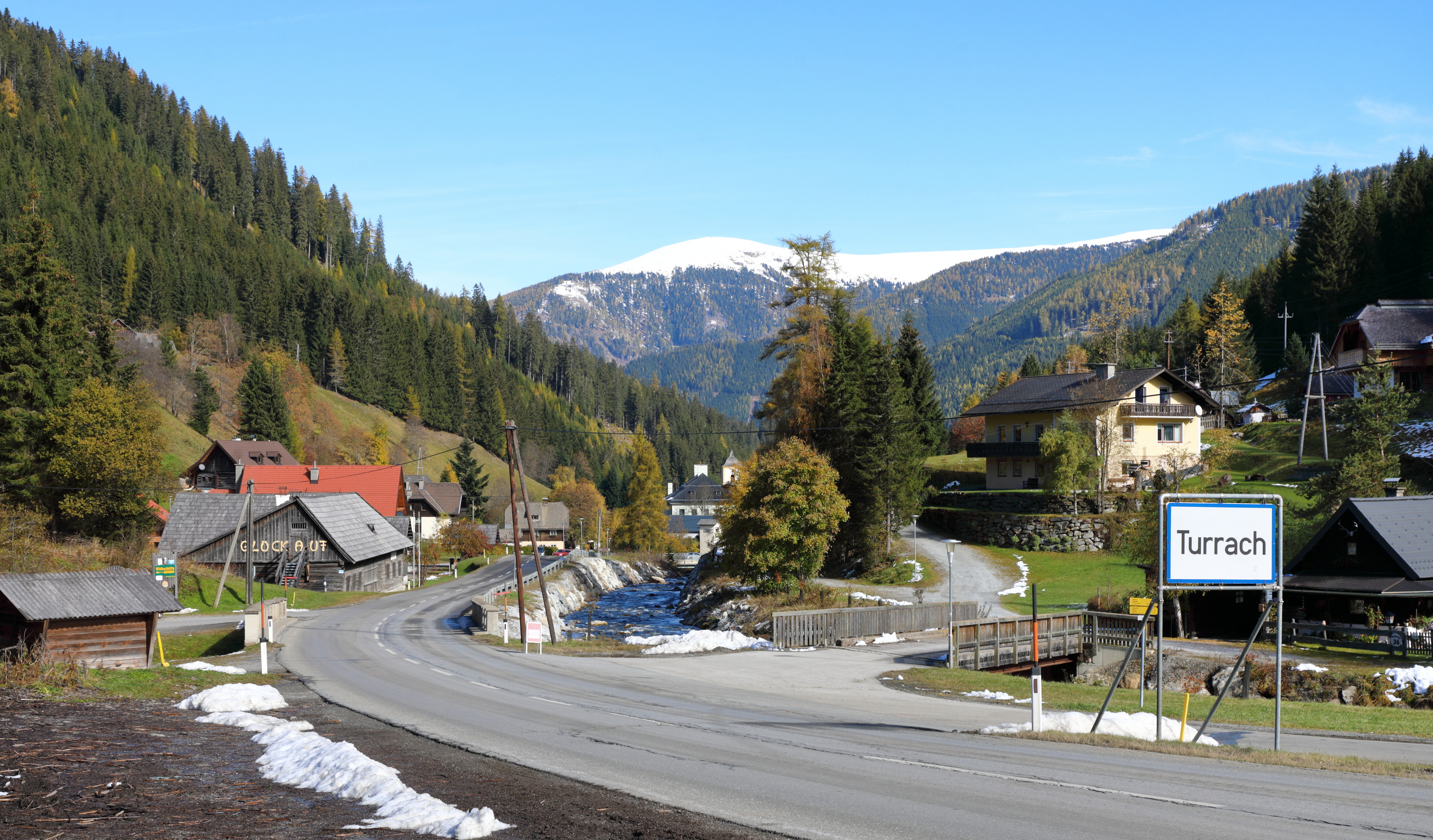
Ortseinfahrt von Turrach, Montanmuseum

Predlitz-Turrach ist eine ehemalige Gemeinde mit 810 Einwohnern (Stand: 31. Oktober 2013)
im Gerichtsbezirk bzw. Bezirk Murau in der Steiermark. Im Rahmen der Gemeindestrukturreform in der Steiermark ist sie seit 2015 mit der Gemeinde Stadl an der Mur zusammengeschlossen. Die daraus entstandene neue Gemeinde führt den Namen Stadl-Predlitz. Grundlage dafür war das Steiermärkische Gemeindestrukturreformgesetz – StGsrG. Die Gemeinde wurde 1969 gegründet.

## Geografie

### Geografische Lage
Predlitz-Turrach liegt im oberen Murtal in den Gurktaler Alpen. Predlitz und Einach liegen am Ufer der Mur, von Predlitz aus führt die Turracher Straße B 95 entlang des Turrach-Bachs in Richtung Süden über die Ortschaft Turrach hinauf bis zur Turracher Höhe in einer Seehöhe von 1763 m. Der tiefste Punkt der Gemeinde liegt auf 890 m Seehöhe an der Mur bei Einach, der höchste ist der Gipfel des Eisenhuts in 2441 m.
Politisch gesehen bildete die Gemeinde den südwestlichen Abschluss des Bundeslandes Steiermark: Westlich der Gemeinde verlief die Grenze zwischen den Bundesländern Steiermark und Salzburg, die benachbarten Salzburger Gemeinden waren Thomatal und Ramingstein im Westen und Tamsweg im Norden. Im Süden grenzte Predlitz-Turrach an die Gemeinden Albeck, Reichenau und Krems in Kärnten. Nachbargemeinden im Osten waren die steirische Gemeinde Stadl an der Mur und Deutsch-Griffen in Kärnten.

### Gemeindegliederung
Das Gemeindegebiet umfasste folgende drei Ortschaften (in Klammern Einwohnerzahl Stand 1. Jänner 2024):
- Einach (230)
- Predlitz (353)
- Turrach (121)
- Turracherhöhe

Die Gemeinde bestand aus den Katastralgemeinden Einach (2.328,58 ha) und Predlitz (12.699,03 ha).
Die Bevölkerungszahl war seit langem rückläufig; zählte man 1869 noch 1369 Menschen, waren es 2001 nur noch 899, davon 449 in Predlitz, 250 in Einach und 200 in Turrach. Der nördliche Teil der Turracher Höhe gehörte zum Gebiet des Ortsteils Turrach.
Es existieren die Katastralgemeinden Einach und Predlitz, die ursprünglich jeweils eigenständige Ortsgemeinden waren. Per 1. Jänner 1969 waren sie zur Gemeinde Predlitz-Turrach vereint worden.

## Geschichte
Ende des 6. Jahrhunderts siedelten Slawen am Oberlauf der Mur, in diese Zeit fällt die Gründung der Siedlung Predlitz. Der Ortsname entstand aus slawischen Begriff prědělъ, was Pass oder Wasserscheide bedeuten kann, und wohl ein Hinweis auf einen Weg über die Turracher Höhe ist. Der Ortsname für Turrach leitet sich von der alten Bezeichnung „Durrach“ für eine Waldgegend ab.
Die politische Gemeinde Predlitz wurde 1849/50 errichtet.

## Kultur und Sehenswürdigkeiten

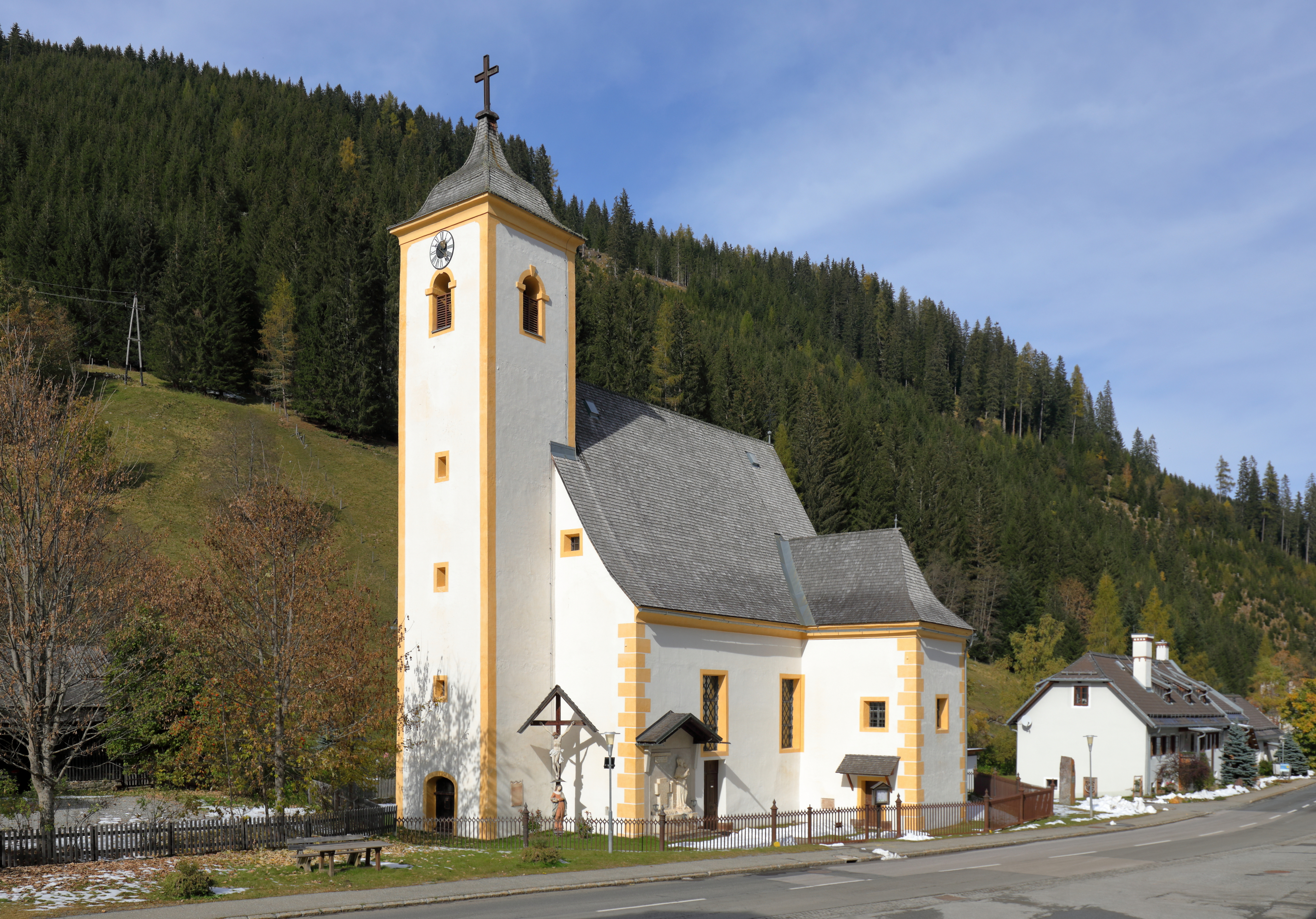
Pfarrkirche hl. Josef in Turrach

- Das Montanmuseum „Holz und Eisen“ in Turrach mit Ausstellungsstücken aus der 250-jährigen Bergbaugeschichte des Ortes.

## Naturdenkmäler
- Turrachbach-Klause, Engstelle der Turrach südlich von Predlitz (Listeneintrag)

## Wirtschaft und Infrastruktur

### Verkehr
Durch das Gebiet führt die Turracher Straße B 95, die Predlitz-Turrach mit den Bundesländern Salzburg (in Richtung Westen) und Kärnten (im Süden) verbindet. In Predlitz zweigt von der B 95 die Murauer Straße B 97 in östliche Richtung nach Murau ab.
Außerdem befindet sich in Predlitz eine Station der Murtalbahn.

### Ansässige Unternehmen
Das Gebiet besteht zu 58 % aus Wäldern und zu 27 % aus Almen, etwa 8 % werden landwirtschaftlich genutzt. Der ab 1660 in Turrach betriebene Bergbau erlebte Mitte des 19. Jahrhunderts seine Blütezeit und war lange Zeit der bedeutendste Wirtschaftsfaktor der Gemeinde, er wurde jedoch 1909 eingestellt.
Im Ort Turrach erfreut sich der alt-ehrwürdige Gasthof „Zum Bergmann“ (Küchenchef Georg Meier) großer Beliebtheit. Es ist das höchstgelegene Haubenlokal der Steiermark.

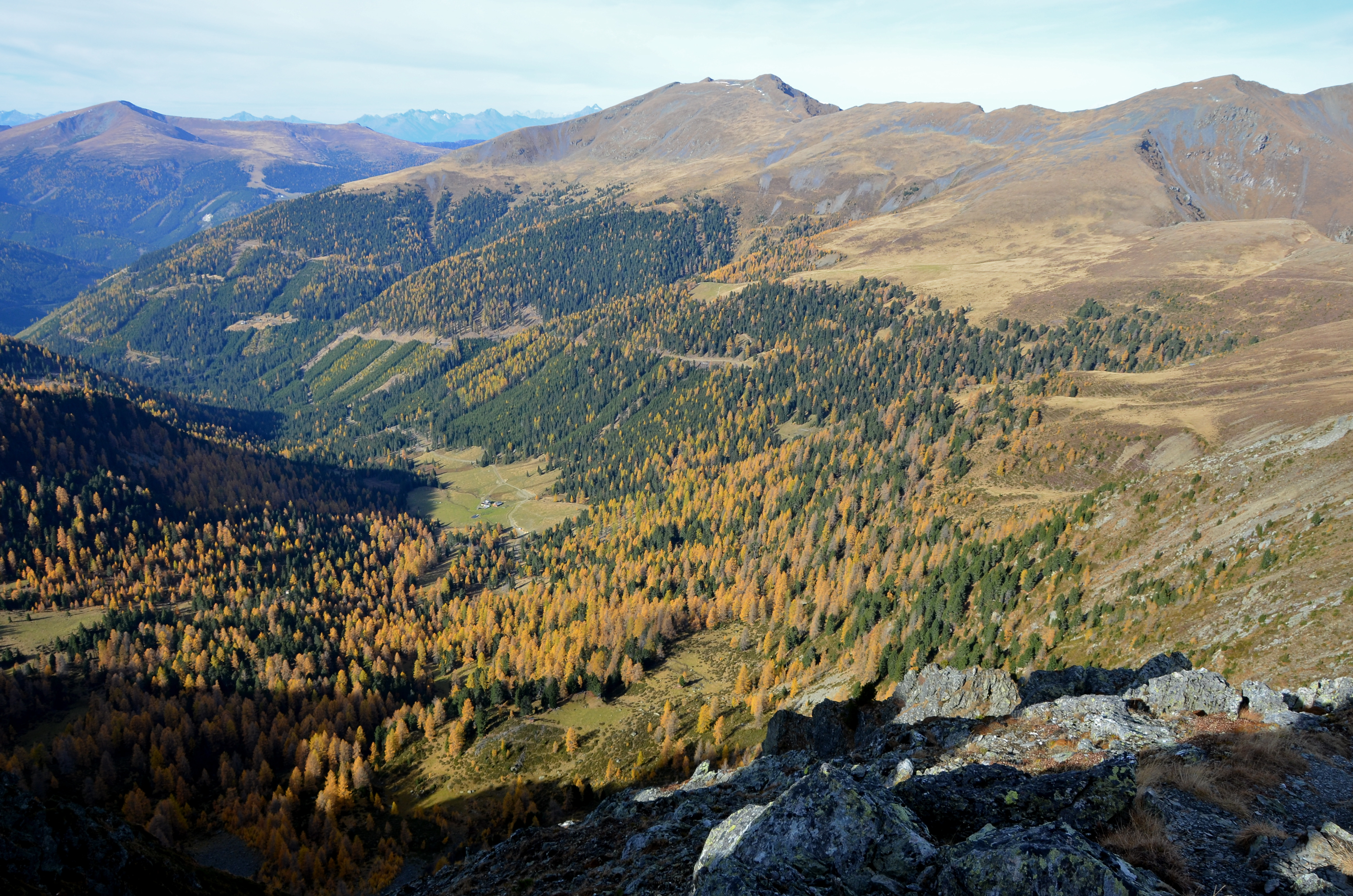
Eisenhut und Wintertalernock

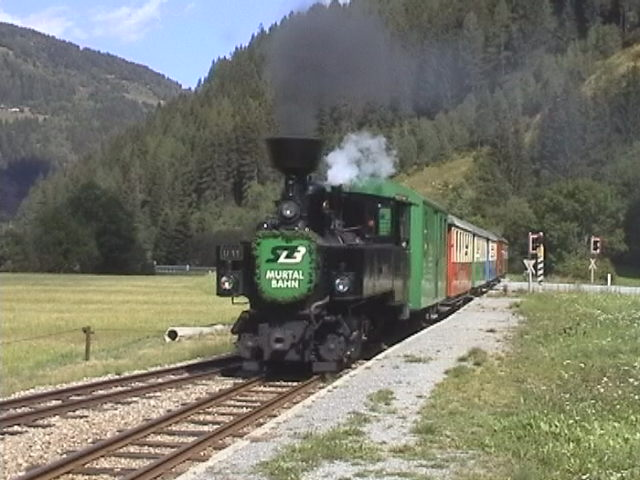
U11 der Murtalbahn durchfährt mit einem Dampfbummelzug den Bahnhof Predlitz-Ladin

### Das Eisenwerk Turrach
Im Jahr 1662 ließ Johann Adolf Graf zu Schwarzenberg einen Floßofen im Ort erbauen. Dieser stellte damals eine Besonderheit neben den sonst gebräuchlichen „Stucköfen“ dar.
Die schwierige Verschmelzung der „streng-flüssigen“ Turracher Erze stellte jedoch ein großes Problem dar. Einen Aufschwung brachte 1826 ein neu gebauter Ofen der bessere Schmelzleistungen und geringeren Holzkohlenverbrauch ermöglichte. 1838 wurde der Turracher Hochofen als erster in der Steiermark mit einem Winderhitzer ausgestattet.
Das örtliche Werk war lange Zeit Roheisenlieferant für die Schwarzenbergischen Stahlhütten in Paal, Murau, Katsch und Niederwölz.
Als Johann Adolf II. Fürst zu Schwarzenberg 1861 beschloss, in Turrach ein Bessemer-Stahlwerk zu errichten, bedeutete dies eine weitere Pionierleistung im Eisenhüttenwesen. Mit Hilfe eines kippbaren Konverters („Bessemer Birne“) konnte im Jahr 1863 der erste recht gute Bessemerstahl Österreichs in Turrach erzeugt werden. 1866 wurde das Werk sogar um zwei Konverter erweitert. In den darauffolgenden Jahren wirkte sich die abgeschiedene Lage jedoch immer nachteiliger aus. Durch die Bildung größerer Gesellschaften wurde der Konkurrenzdruck schließlich zu groß und es kam 1898 zur Stilllegung der ältesten Bessemerhütte Österreichs.

## Persönlichkeiten

### Ehrenbürger
- 1973: Hannes Bammer (1922–2017), Landesrat[7]
- 1980: Anton Peltzmann (1920–2000), Landesrat

### Söhne und Töchter der Gemeinde
- Gustav Kuhn (* 1945), Dirigent, Regisseur

### Mit Predlitz-Turrach verbundene Persönlichkeiten
- Peter Tunner der Ältere (1786–1844), Montanist
- Peter Tunner (1809–1897), Montanist